# センソウ
仙草（センソウあるいはセンゾウ; 中国語: 仙草 (xiāncǎo シエンツァオ); 学名: Platostoma palustre; シノニム: Mesona chinensis, M. procumbens）は、シソ科の植物。

## 概要
中国原産の一年草で、中国南部の福建省、広東省、江西省、広西チワン族自治区などに分布する。台湾では、新竹県、苗栗県、桃園県などの北部の客家居住地を中心に栽培されているが、中でも新竹県関西鎮が産地として名高い。
中国では他に仙人草（xiānréncǎo）、涼粉草（liángfěncǎo）、 薪草（xīncǎo）などの別名がある。

## 生態
高さは100cm程度にまで育つ。葉は対生で、長さ2～10cm、幅1～3cm程度の比較的長い卵形、先がとがり、のこぎり状の縁があり、灰緑色の斜紋が入る。茎の断面は四角く、細長く、時に蔓状となる。全株に赤褐色の粗い毛が生えている。花は小さく、赤紫色。実は逆卵形で、斜紋が入る。
亜熱帯の、日当たり、水はけの良い、低い海抜地で、気温20-25℃以上の場所でよく生育する。

## 用途

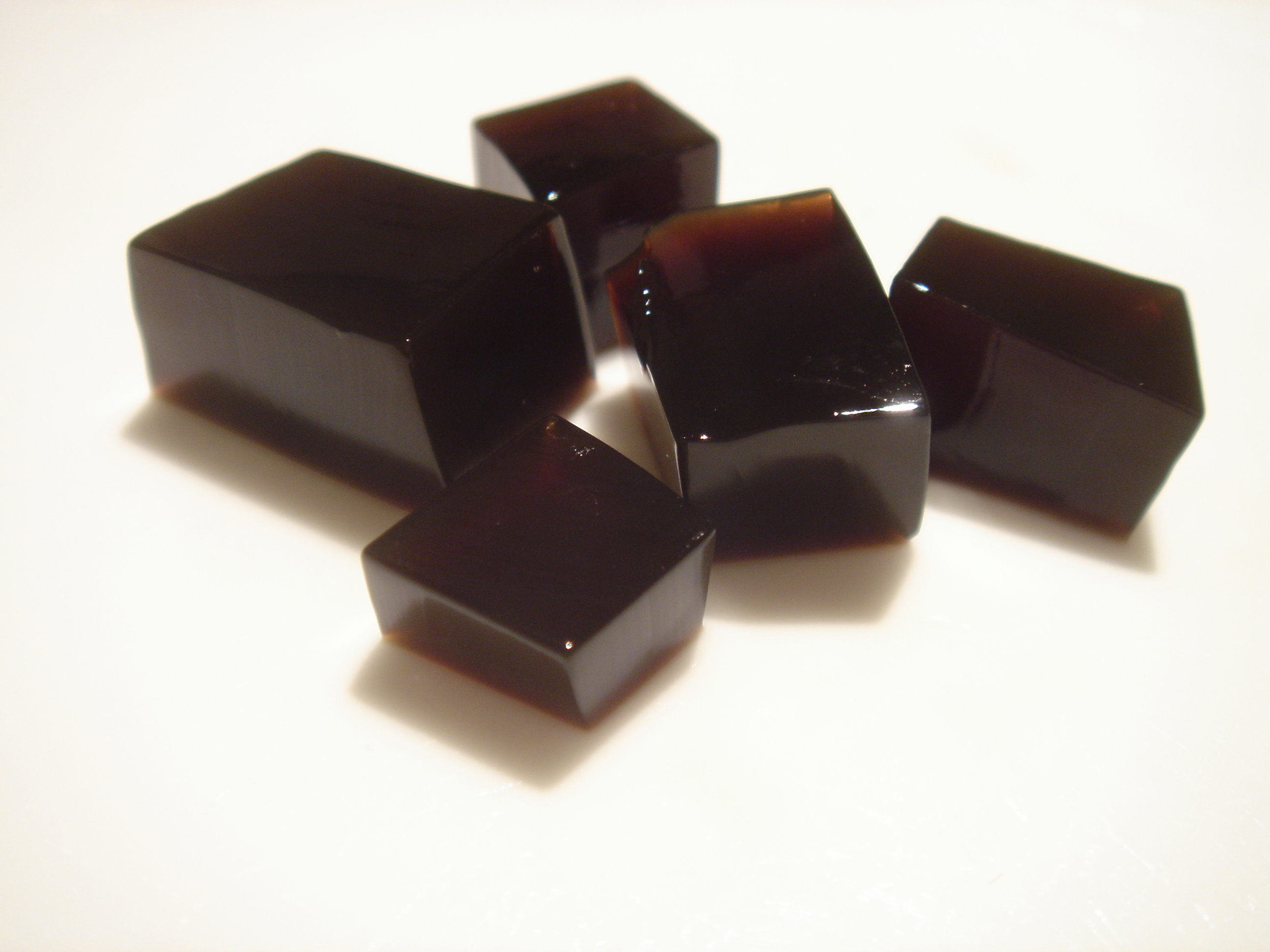
仙草で作ったゼリー

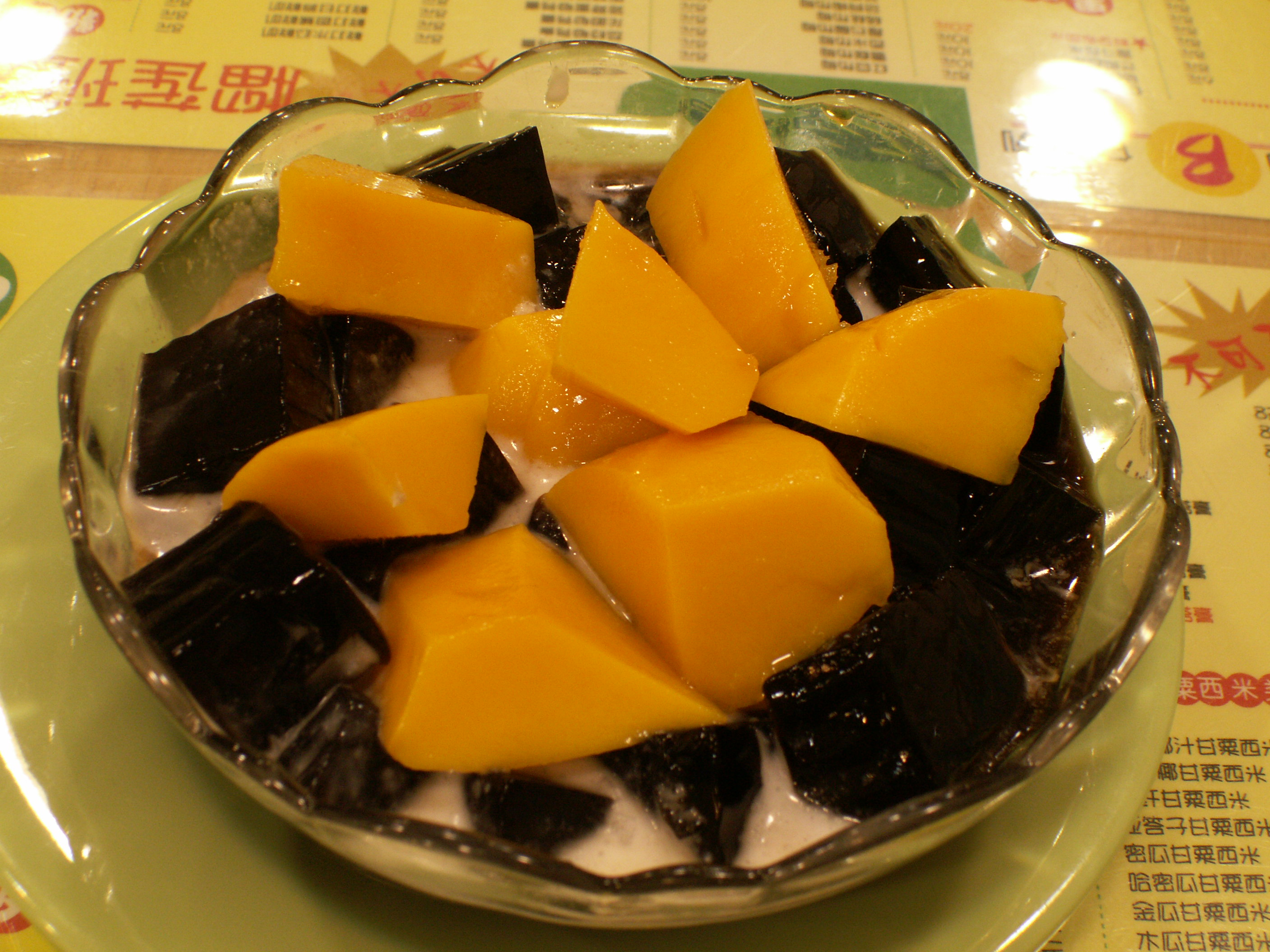
仙草ゼリーとマンゴーのデザート

### 生薬
中国医学では涼粉草や仙草舅（xiāncǎojiù）の名で、乾燥した地上部の葉や茎を使用する。味は甘、性は涼であり、煎じて飲むと、暑気あたり、喉の渇き、熱毒に効用があるとされる。広東省広州市増城区では仙草と冬瓜を煎じて、暑気あたり防止、解熱の民間薬、飲料として利用してきた。糖尿病、高血圧、風邪、関節炎、筋肉痛に対する治療効果があるともいわれるが、薬効が証明されていないので、日本の薬事法上は効能を書かない限り、医薬品とされない。

### デザート
乾燥させて黒くなった葉や茎に重曹を少し加えて煮つめて漉すと、デンプンとペクチンなどの多糖類が溶出しているので、冷やすと凝固して黒いゼリー状の食品ができる。干さないままの草から作ると緑色になる。これらを中国語で「仙草凍」(シエンツァオドン、xiāncǎodòng)、広東語で「涼粉」(リョンファン、leung4fan2)、客家語で「仙人粄」(シエンニンバン)、贛語で「仙草糕」(黎川方言 シエントウコウ)、閩北語で「仙人菜」(建甌方言 シンネインツェー)と称し、日本語では一般に仙草ゼリー、英語では"Grass jelly"と呼ばれている。苦みがあるので、シロップや蜂蜜をかけて食べる事が多い。暑気あたり防止効果のあるデザートとして、香港やシンガポールでも人気が高く、ハネムーンデザートのように、フルーツやアイスクリームと組み合わせて出す店もある。昔は、これを天秤棒で担いで売り歩く姿も見られたという。台湾や福建省では露天商が販売するのを今も見ることができる。現在はフルーツゼリーと同じように樹脂容器入りや缶詰の製品も作られており、日本でも都心や中華街などの中国食材を扱う店で売られている。自宅で作れる乾燥粉末もある。客家の「仙人粄」には固める前に小豆や落花生を混ぜ入れたものもある。
台湾などではところてんのように細長く切り、クラッシュアイスやシロップなどと合わせて、冷たい飲み物のようにされることもある。台湾では「仙草蜜」などと称して、缶入り清涼飲料水も製造販売されている。

### 料理
台湾には仙草とニワトリを煮込んだ「仙草鶏」という料理がある。

## 伝説
客家には、夏の土用の入りの日（入伏）に仙草ゼリーを食べる習慣があり、この日に食べればひと夏の間汗疹（あせも）ができないと言い伝えられている。
広東省広州市増城市では、織姫が地上に降りてきた時に持参して、近くの鳳凰山に植えた草だとする伝説があり、感謝の意味を込めて旧暦7月7日の七夕(乞巧節)の日に、冬瓜と共に煎じて甕に保管し、暑気あたり防止に役立てている。